# Gry i zabawy towarzyskie w pokoju oraz na wolnem powietrzu
Gry i zabawy towarzyskie w pokoju oraz na wolnem powietrzu, zebrała i ułożyła Marja Weryho – mała encyklopedia gier i zabaw dziecięcych, opublikowana przez Marię Rodziewiczównę pod pseudonimem "Maria Weryho". Została wydana przez Michała Arcta w 1900 roku. 
Książka zawiera opis 199 zabaw pochodzących z tamtego okresu, zaczerpniętych z publikacji krajowych i zagranicznych. M.in. "kot i mysz", "grele", "świnka", "piłka o ścianę". Przeznaczona była dla rodziców i opiekunów, dla których ważne jest nie tylko wychowanie, ale i rozwój fizyczny dzieci.